# Virming
Virming (fràncic lorenès Wirminge, alemany Wirmingen) és un municipi francès situat al departament del Mosel·la i a la regió del Gran Est. L'any 2007 tenia 268 habitants. Fa part de la mancomunitat de municipis «Le Saulnois».
Durant l'antic règim era una dependència de l'antiga senyoria de Lorena. Va esdevenir francès al segle xviii. Va ser completament destruït durant la Guerra dels Trenta Anys i repoblat el 1656. Durant la Segona Guerra Mundial uns 80% del poble va ser destruït. La reconstrucció va començar el 1950.

## Demografia
El 2007 la població de fet de Virming era de 268 persones. Hi havia 112 famílies i 134 habitatges, (111 'habitatges principals, cinc segones residències i 18 estaven desocupats.

### Veïnats
- Ibrick (al sud-oest),
- Obrick (al nord-est)
- Besville, alemany Besweiler, al sud.

## Economia
El 2007 la població en edat de treballar era de 168 persones, 106 eren actives i 62 eren inactives. Hi havia una empresa de fabricació de productes industrials, dues de construcció, una empresa financera, una empresa immobiliària i una lampisteria.
L'any 2000 hi havia deu explotacions agrícoles que conreaven un total de 690 hectàrees. Té una escola maternal integrada dins d'un grup escolar